# Seelücke
Die Seelücke ist ein 2776 m ü. A. hoher Gebirgspass zwischen Vorarlberg und Graubünden.

## Geographie
Der Übergang liegt zwischen den Orten Gaschurn in Vorarlberg in Österreich und Klosters in Graubünden in der Schweiz. Über ihn verläuft die Grenze zwischen Österreich und der Schweiz. Westlich befindet sich der Seegletscher und auf der östlichen Seite der Litzner Gletscher.

Im Südosten der Seelücke erhebt sich das Gross Seehorn (3121 m ü. M.), im Nordwesten der Östliche Kromerspitz (2844 m ü. M.) und dahinter der Westliche Kromerspitz (2865 m ü. M.).

## Gewässer
Auf der Vorarlberger Seite (Osten) entspringt vom kleinen Litzner Gletscher der Litzner Gletscherbach. Dieser mündet 2,5 km später in den Kromerbach und dieser bei Flusskilometer 65 in die Ill (Vorarlberg).
Auf der Schweizer Seite (Westen) befindet sich der Seegletscher, welcher ungefähr 1,5 km westlich der Seelücke in den Schottensee entwässert. Von dort führt der Seebach durch das Seetal, der nach rund 3 km in den Verstanclabach mündet, einem Nebenbach der Landquart.

## Zustieg
Zur Seelücke gelangt man von der 200 Höhenmeter tiefer liegenden Saarbrücker Hütte in etwa 45 Gehminuten. Auf der Westseite führt der Weg entweder von der Seetalhütte in etwa 3½ h zur Seelücke. Oberhalb des Schottensees zweigt ein Wanderweg in Richtung Plattenjoch an und bildet den Übergang zur Tübinger Hütte.
Im Winter ist die Seelücke ein beliebtes Tourenziel für Skitourengeher.